# Баблуани, Теймураз Гелаевич
Теймураз Гелаевич Баблуани (груз. თეიმურაზ ბაბლუანი; род. 20 марта 1948, Сванетия, Рача-Лечхуми и Квемо-Сванети) — советский и грузинский сценарист, кинорежиссёр, актёр и композитор.

## Биография
Родился 20 марта 1948 года горном селении Чолури (Сванетия, Грузия).
Окончил режиссёрский факультет Тбилисского театрального института имени Ш. Руставели (1979), мастерская Тенгиза Абуладзе и Ираклия Квирикадзе.
Художественный руководитель и режиссёр студии «Адам и Ева» («Грузия-фильм»).
Сын Гела Баблуани — режиссёр.

## Фильмография

### Актёрские работы
- 1969 — Ну и молодёжь! — Малхаз
- 1980 — Твой сын, Земля
- 1988 — Житие Дон Кихота и Санчо
- 2005 — Тринадцать

### Режиссёрские работы
- 1979 — Похищение
- 1980 — Перелёт воробьёв
- 1982 — Брат
- 1992 — Солнце неспящих
- 2006 — Наследство — совместно с Гелой Баблуани

### Сценарии
- 1982 — Брат
- 1992 — Солнце неспящих
- 2006 — Наследство

Сопродюсер фильма «Тысяча и один рецепт влюблённого кулинара» (1996)